# Combat naval fleuri de Villefranche-sur-Mer
Le combat naval fleuri de Villefranche-sur-Mer, près de Nice, est une manifestation nautique qui se déroule chaque année un lundi de février depuis 1902.

## Histoire

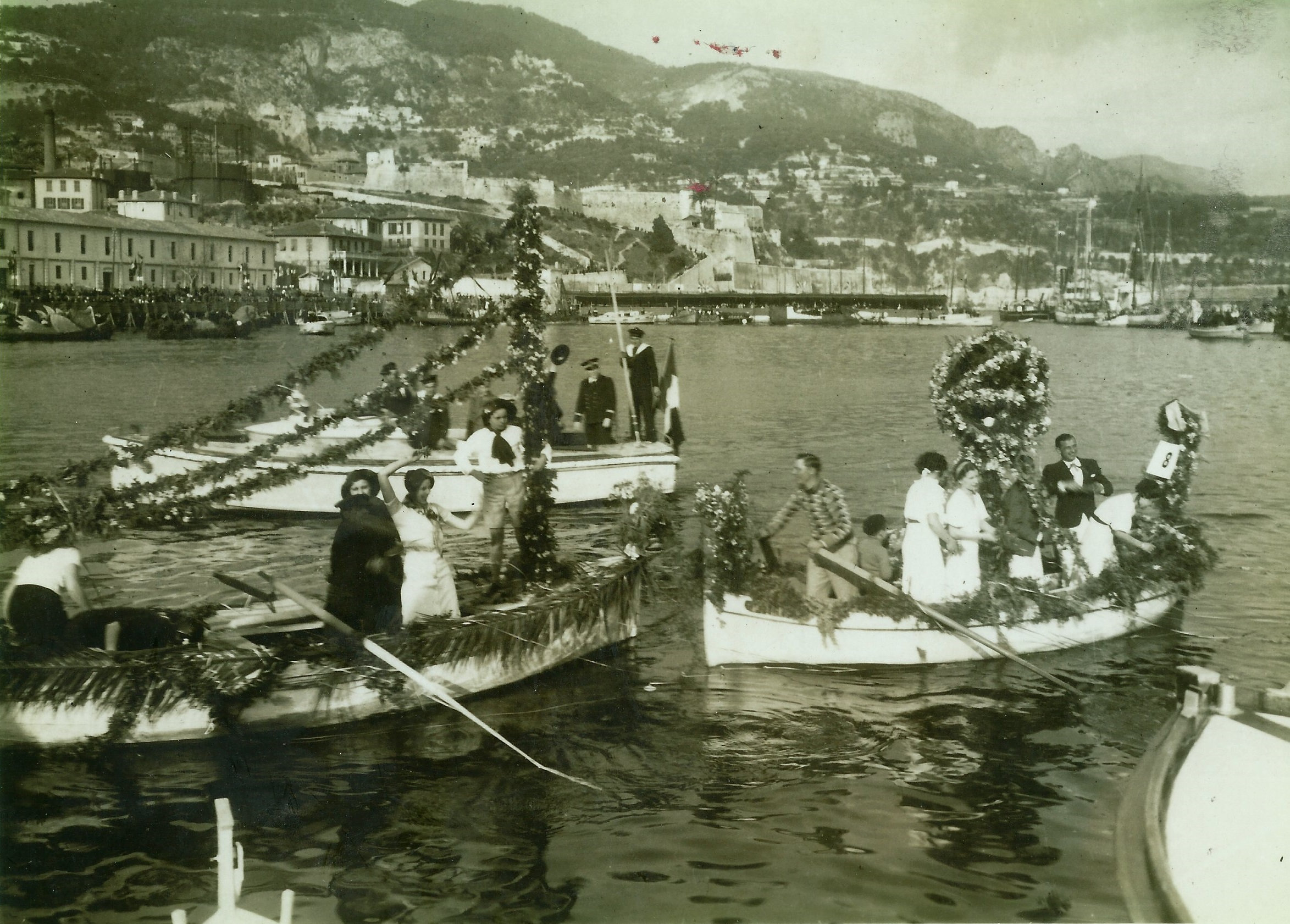
Une des premières éditions du combat naval fleuri à la darse.

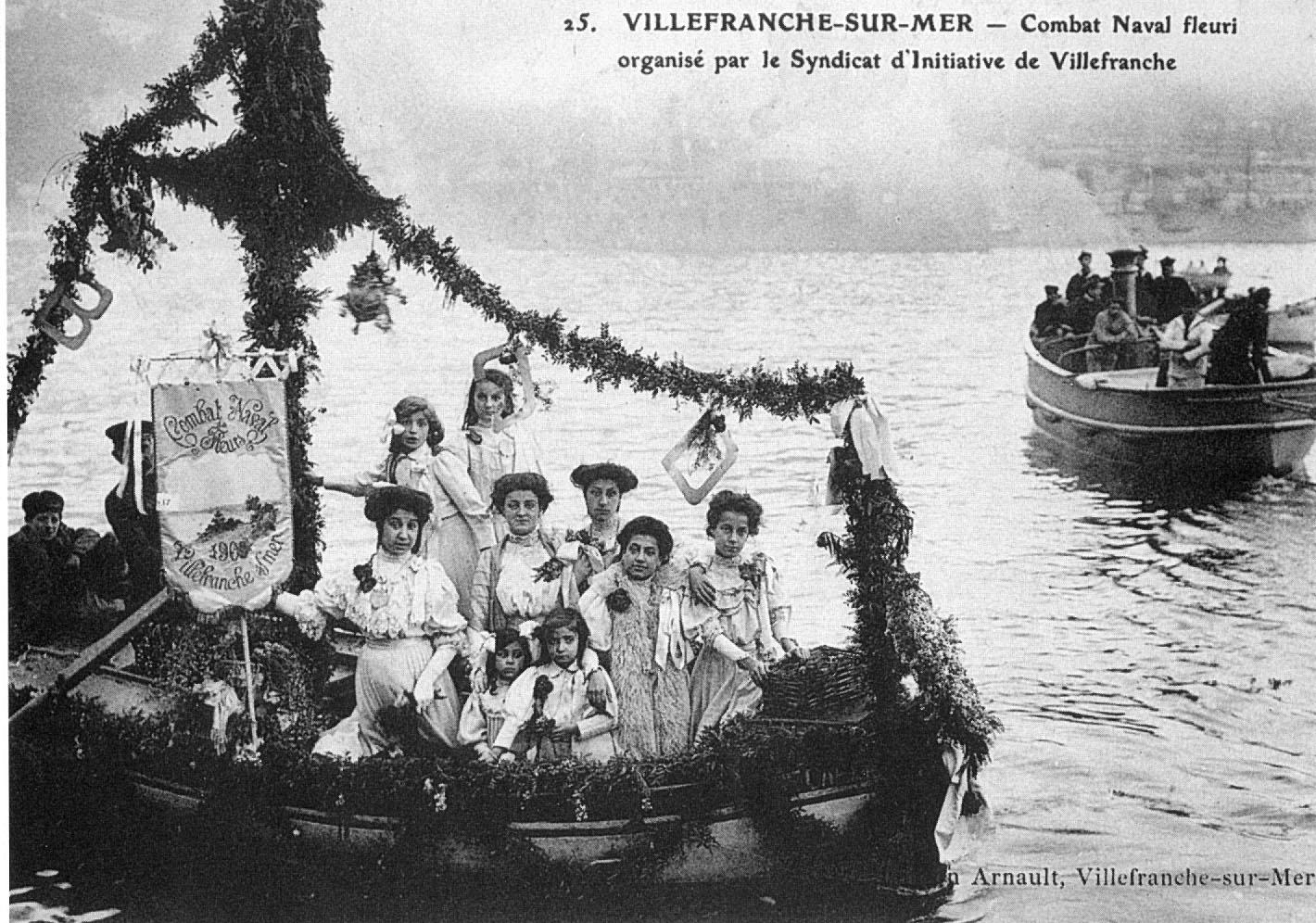
Le combat naval fleuri de 1905.

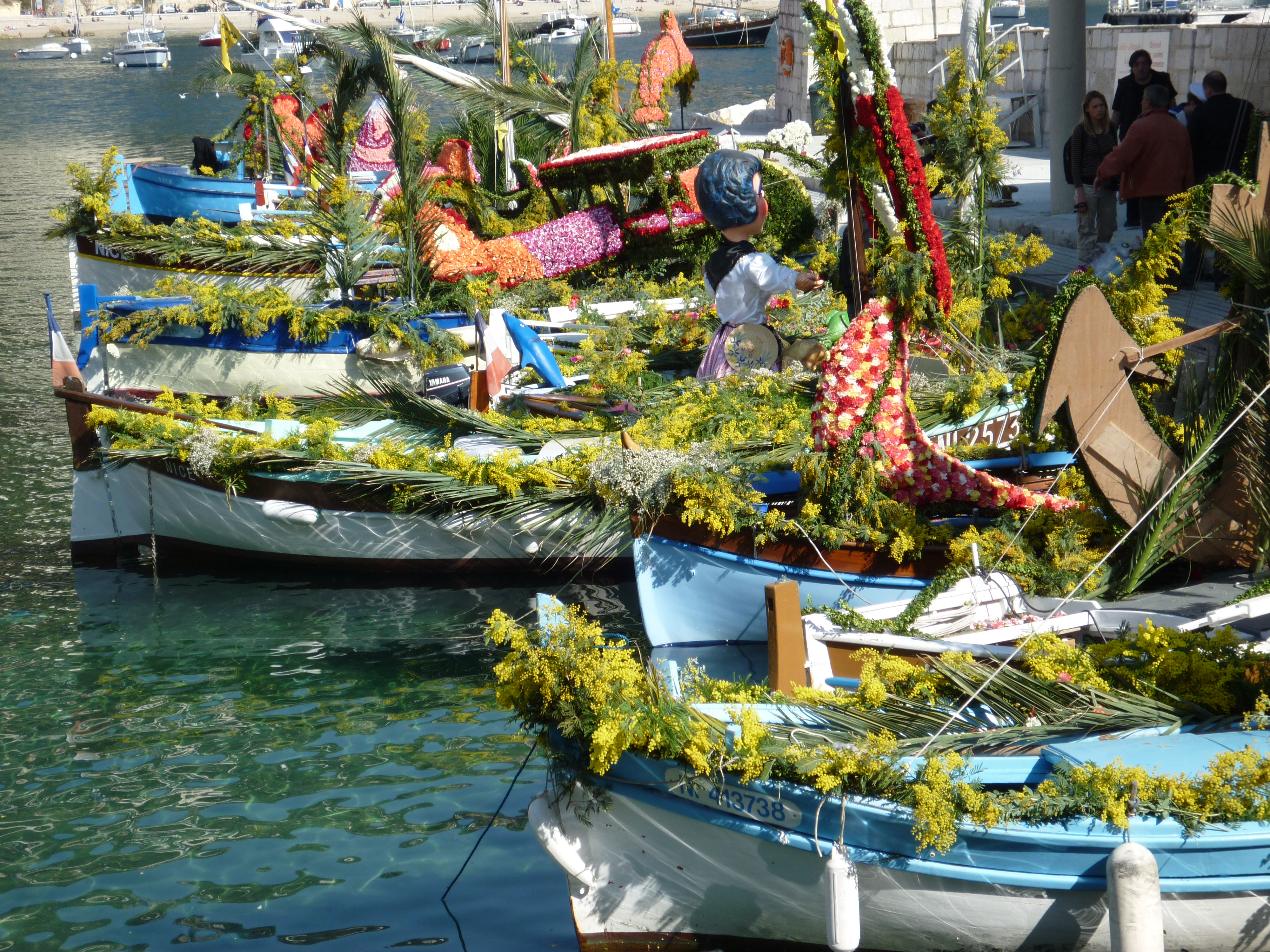
Les pointus attendent le départ

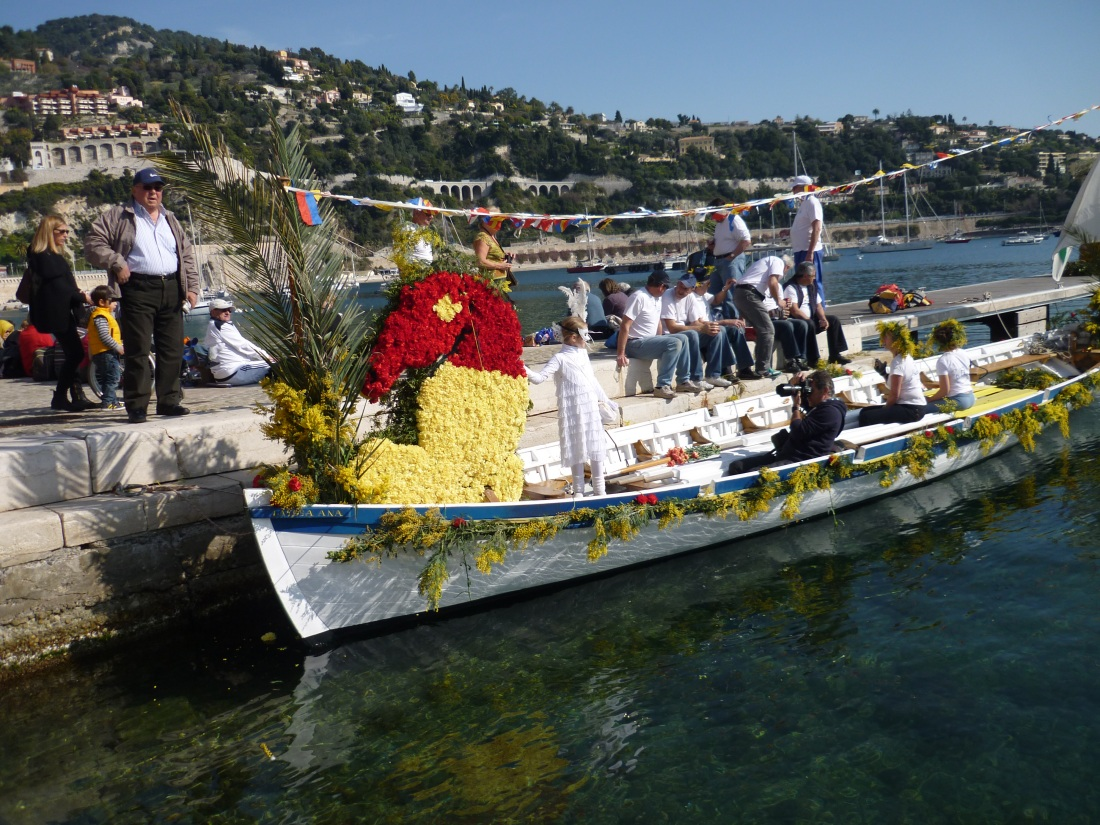
La yole décorée

En  1902, le président du Syndicat d’initiative de Villefranche-sur-Mer, René Vauquelin, lance le combat naval fleuri, pendant maritime des batailles de fleurs du Carnaval de Nice.
Réalisée avec le concours de la Marine nationale, cette manifestation mondaine et charitable est appuyée par le roi des Belges, Léopold II, possesseur de la Villa Leopolda de Villefranche, qui préside la première édition à laquelle participe une quarantaine de barques.
Par la suite, le combat naval fleuri est placé sous le patronage de diverses personnalités, le président de la République, le ministre de la Marine, ou encore le prince de Monaco.
De riches hivernants, dont Gustave Eiffel, offrent des prix. En 1934, le président de la République envoie un vase de Sèvres. L’escadre de la Méditerranée apporte son concours logistique à la manifestation qui se déroule à l’origine dans la darse de Villefranche-sur-Mer,,,.
Au cœur de la saison touristique hivernale de la Côte d'Azur, le combat naval fleuri rencontre un important succès : le 25 février 1908, il accueille 15 000 visiteurs dont 4 951 sont venus par le train et 6 250 par le tramway.
Le combat naval fleuri se déroule désormais tous les ans dans le deuxième port de Villefranche, le port de la Santé, situé au pied de la vieille ville.

## Participants

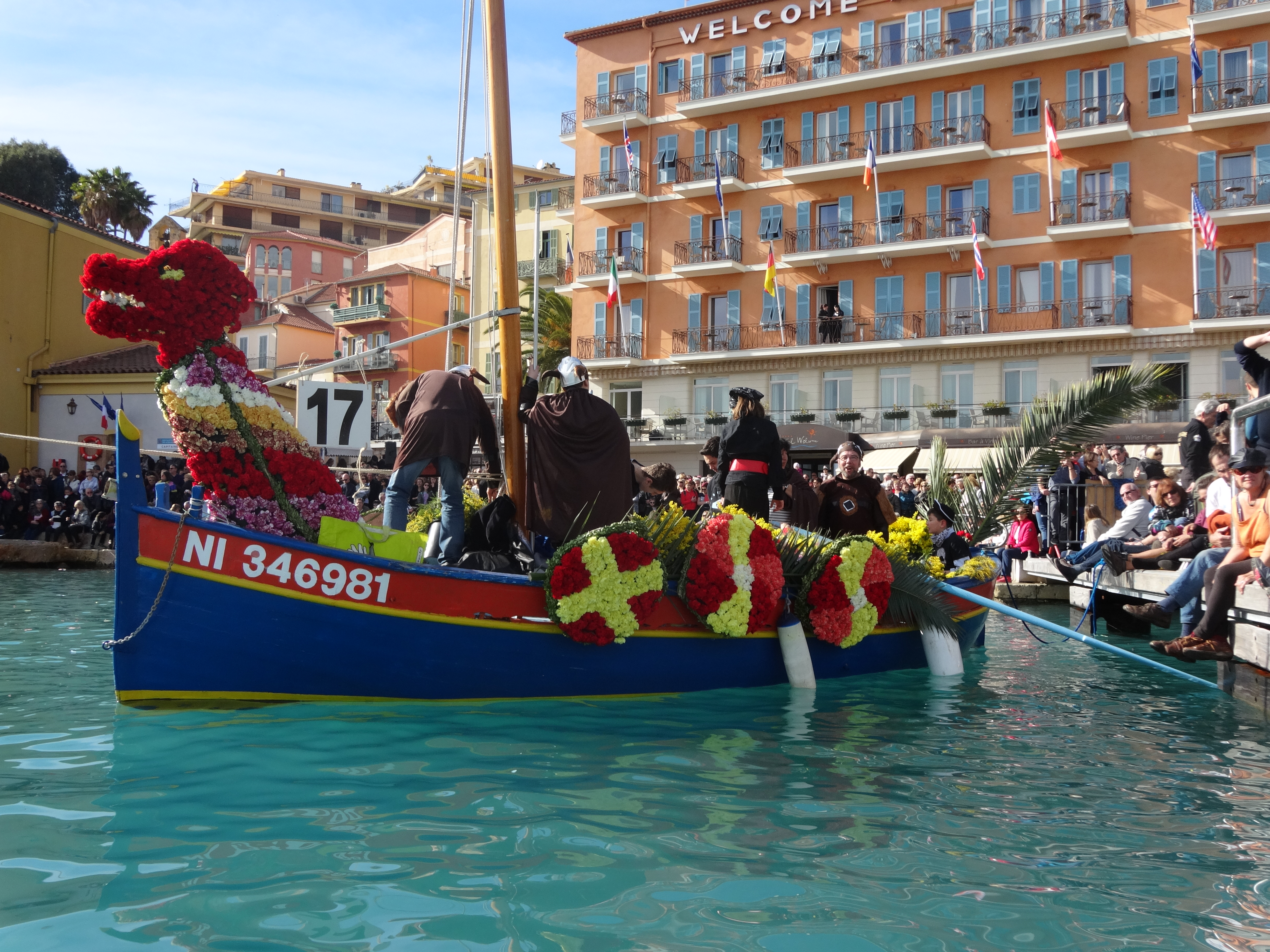
Pointu "drakkar"

Une vingtaine de bateaux traditionnels évoluent durant le combat naval fleuri : pointus de Villefranche-sur-Mer, de Beaulieu-sur-Mer et de Nice, accompagnés de la yole de Bantry Laïssa Ana. Ils sont regroupés pour la plupart dans l’Association des Bateliers Plaisanciers de Villefranche (A.B.P.V.)

## Décoration
Pendant plusieurs mois, le Comité des fêtes aidé par la Mairie prépare des armatures souples sur lesquelles seront disposées des fleurs pour la décoration des bateaux traditionnels. Le thème des décors varie chaque année.
Une tonne de fleurs est utilisée lors de chaque manifestation, essentiellement des mimosas et des œillets, les fleurs traditionnelles de la région.
La matinée du combat naval fleuri est consacrée à la décoration des pointus alignés le long du môle du port de la Santé.

## Déroulement
Plus de cinq mille spectateurs se regroupent chaque année, un lundi de février, sur les quais du port de la Santé.
L’après-midi commence par des défilés de personnages costumés dans la tradition des carnavals.
Les vingt embarcations surchargées de fleurs font ensuite un tour d’honneur dans le bassin avant de s’aligner le long des quais pour lancer leurs fleurs aux spectateurs.
En théorie, le public doit renvoyer les fleurs aux bateaux, ce qui constitue le « combat ». Mais généralement  les spectateurs les  conservent précieusement. On a même vu certains repêcher des fleurs à l’épuisette dans la mer ! À la fin de la manifestation, la mer est recouverte d’un tapis de fleurs jaunes et rouges.

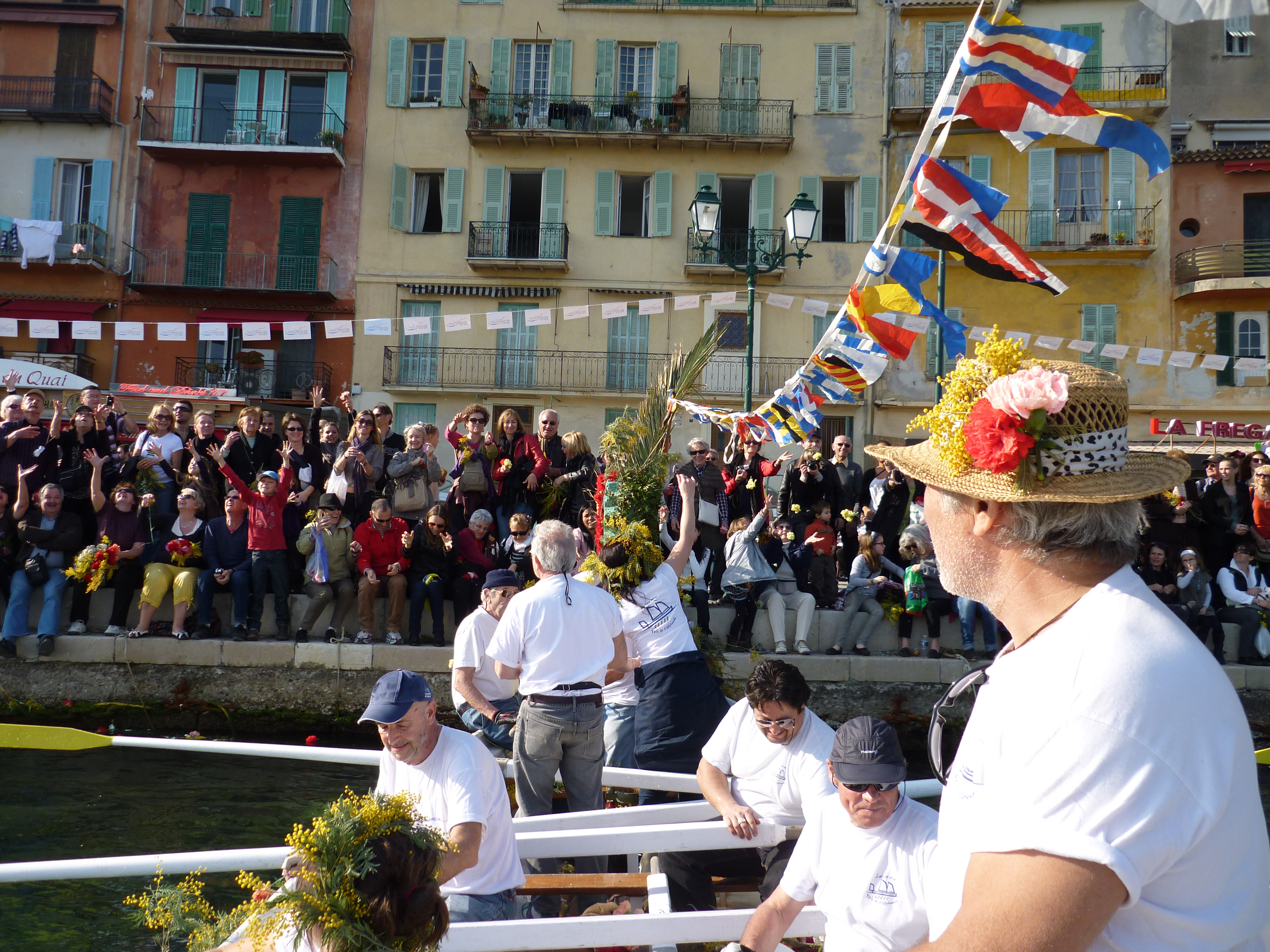
Lancer de fleurs

## Affiches et programmes

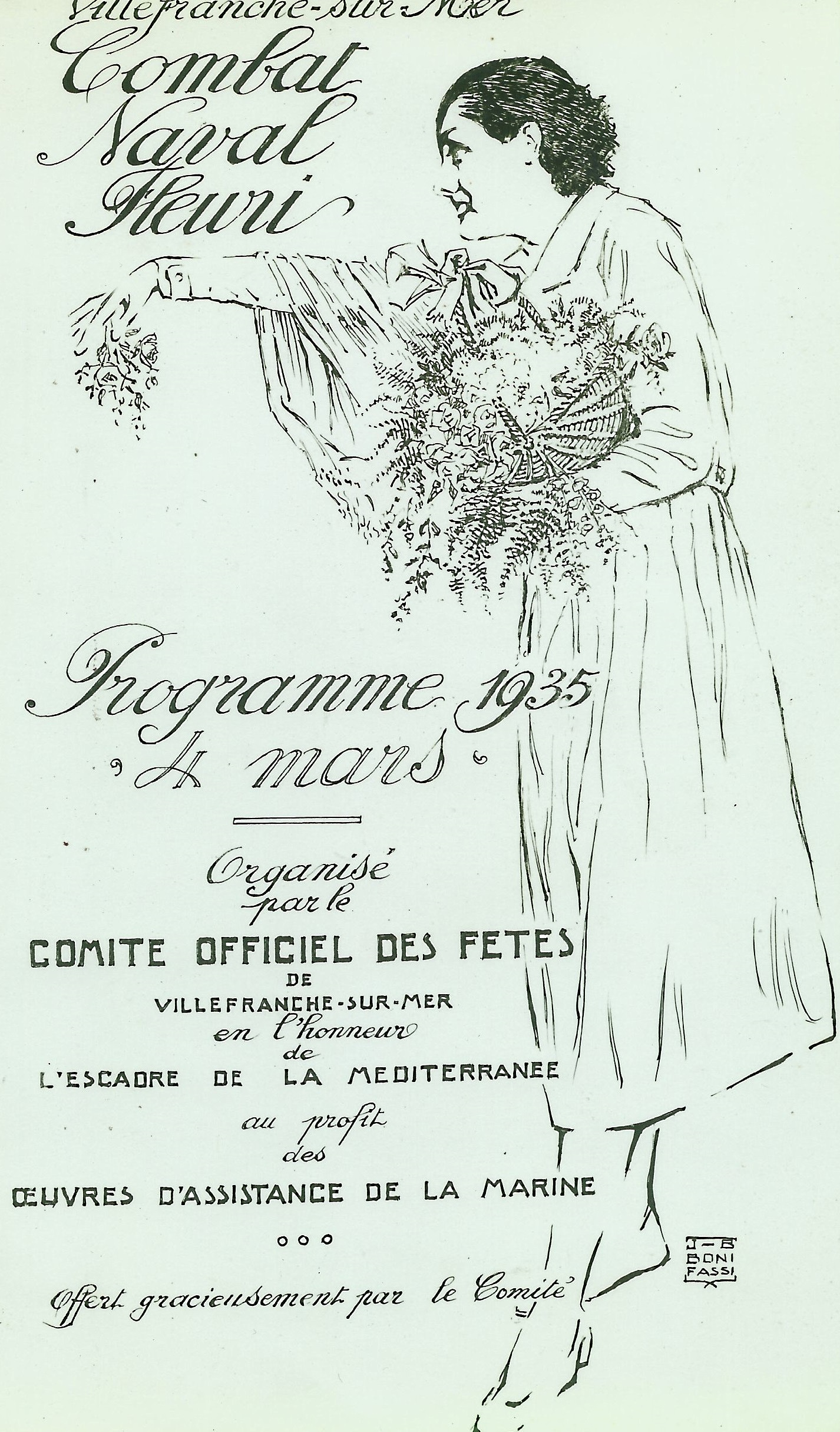
Programme du combat naval fleuri de 1935 à la Darse.
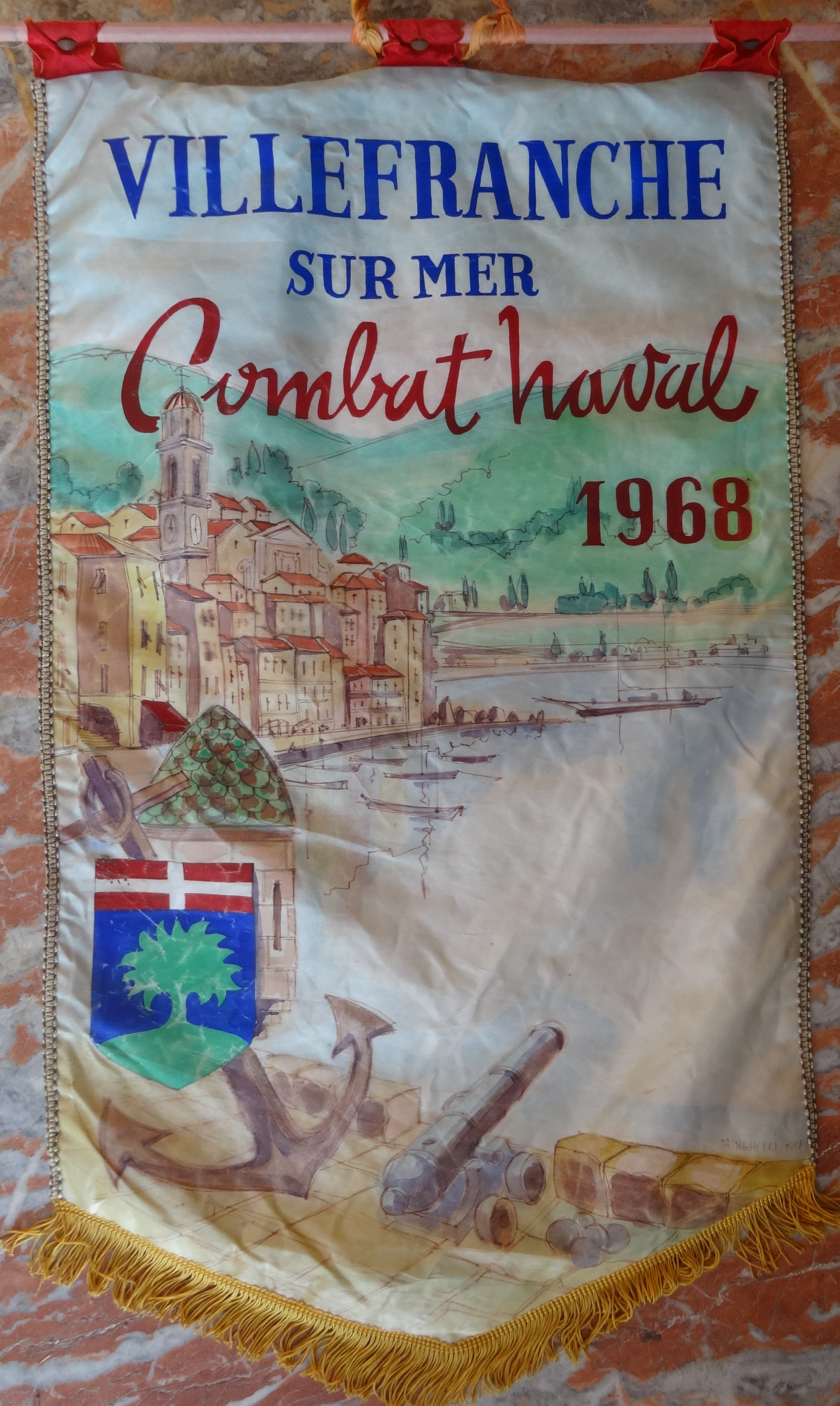
Bannière du combat naval fleuri de 1968.
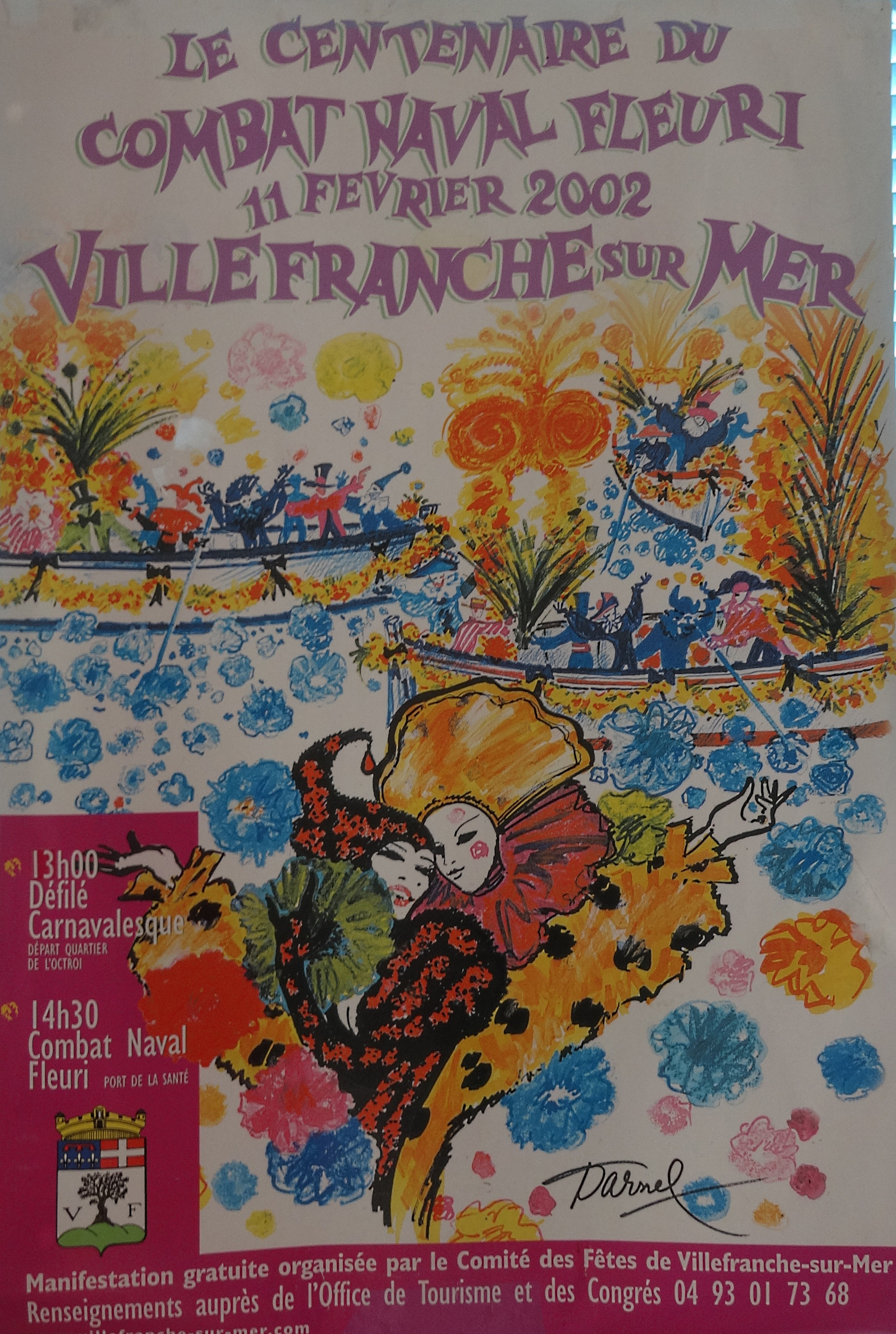
Affiche du centenaire du combat naval fleuri, 2002.
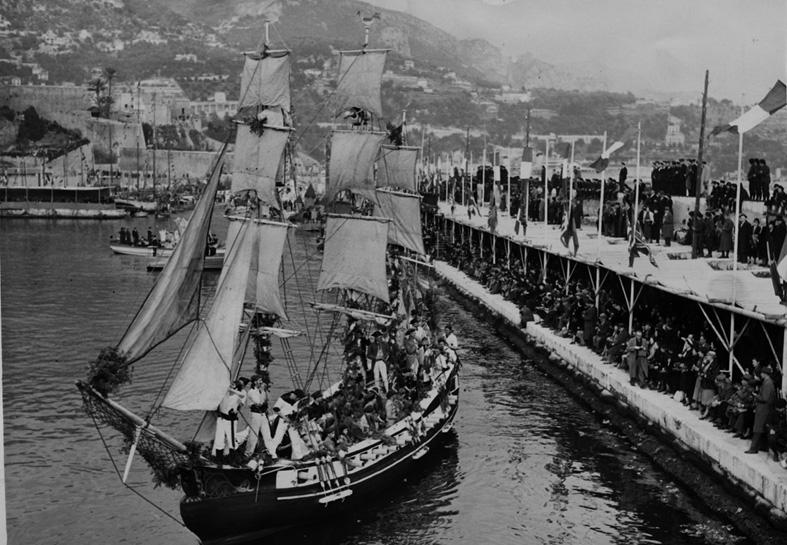
Carte postale début XXe siècle.

## Annexes

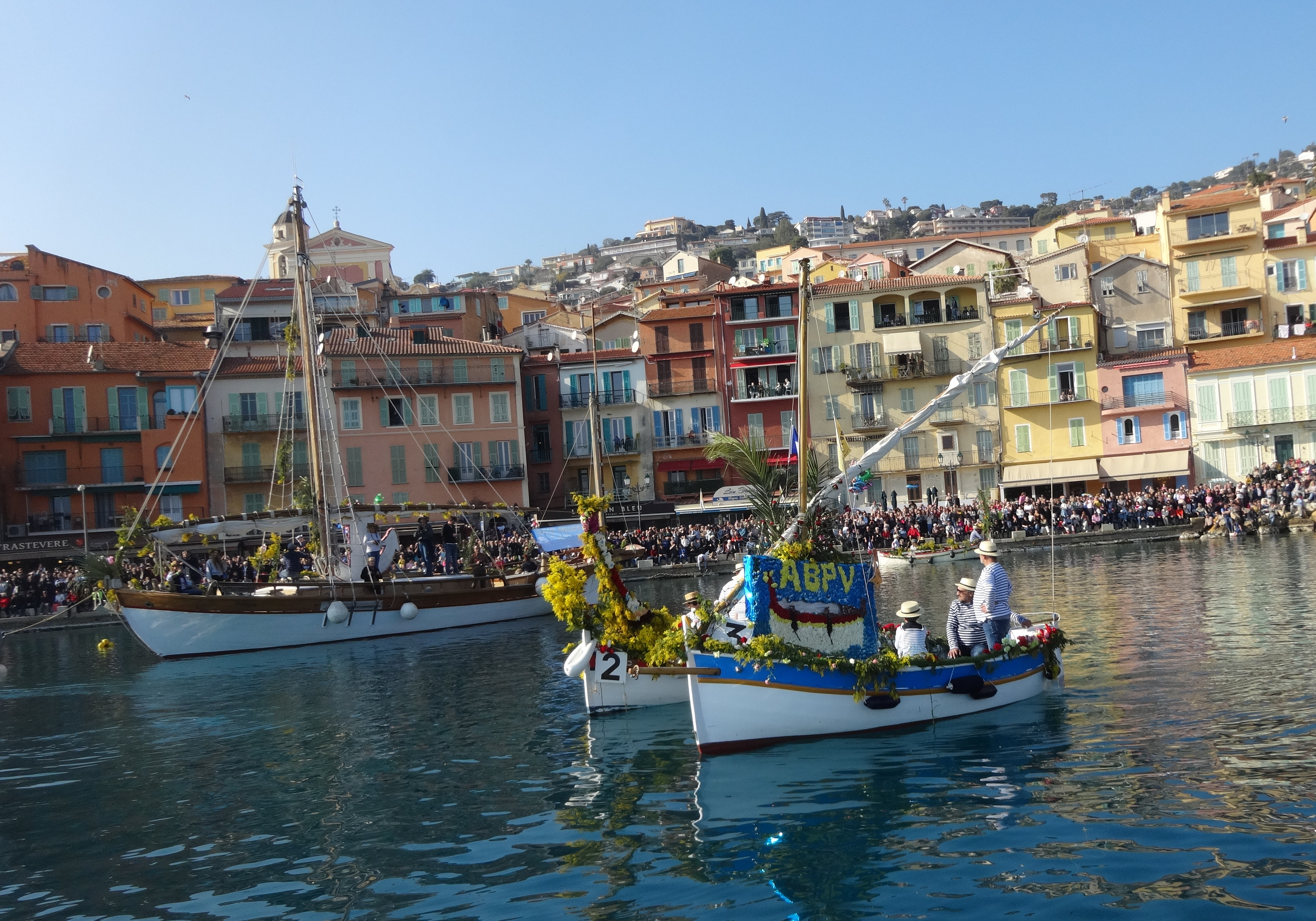
Durant le combat naval fleuri 2023